# 森德格
森德格是土耳其的城鎮，由巴勒克埃西爾省負責管轄，位於該國西部，海拔高度230米，受大陸性氣候影響，該鎮一半土地用作耕種，2011年人口12,757。

## 外部連結
- District governor's official website （页面存档备份，存于） （土耳其文）

39°14′24″N 28°10′30″E / 39.24000°N 28.17500°E